# Asmogendheden

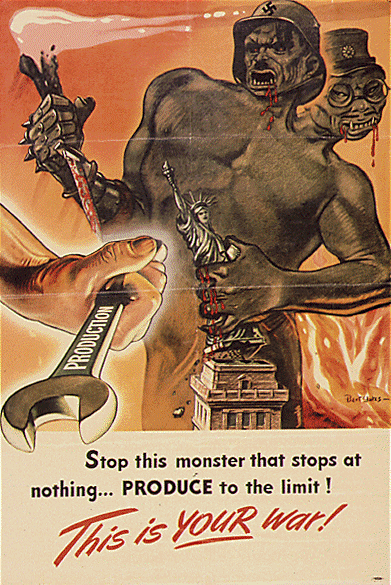
Adolf Hitler (nazi-Duitsland) en keizer Hirohito (Japan) als een bloeddorstig, tweehoofdig monster op een Amerikaanse propagandaposter.

De asmogendheden, ook wel de as genoemd, vormden voor en tijdens de Tweede Wereldoorlog een alliantie, waarvan de kern bestond uit het Duitse Rijk, het koninkrijk Italië en het Japanse Keizerrijk. Van deze mogendheden ging het initiatief van de oorlog uit.
De term werd voor het eerst gebruikt door de Italiaanse dictator Benito Mussolini in november 1936 toen hij sprak over een as Rome-Berlijn nadat Italië en Duitsland een vriendschappelijk verdrag hadden getekend. Samen met het door Duitsland geannexeerde Oostenrijk, vormden zij een as door Europa. In 1939 zouden Duitsland en Italië hun relatie nog meer versterken door onderlinge (deels geheime) afspraken vastgehouden in het Staalpact.
De voorwaarden van het pact veranderden op 18 maart 1940 tijdens een ontmoeting van Hitler en Mussolini in de Alpen. Daar besloten ze om een alliantie te vormen tegen Frankrijk en het Verenigd Koninkrijk.

## Oorsprong
In de periode tussen de Eerste en Tweede Wereldoorlog, werden er als gevolg van een opgebloeid nationalisme, en omarming door de internationale politiek van het beginsel dat volkeren het recht hadden een eigen staat te vormen, relatief veel nieuwe staten gevormd. Ook werden veel grondgebieden herverdeeld. Dit leidde ertoe dat veel naties een herziening, in de praktijk veelal een opschorting, van het Verdrag van Versailles wilden, waarin de afspraken ter beëindiging van de Eerste Wereldoorlog waren vastgehouden. Tijdens en na de Depressie van de jaren dertig werd een aantal regeringen vervangen door fascistische dictaturen en andere rechtse regeringen. Zij wilden uit de economische depressie geraken en tegelijkertijd oude rekeningen vereffenen. Dit had tot gevolg dat nazi-Duitsland zijn agressieve politiek uiteindelijk richtte op het buitenland. Daarnaast was er een groep landen die weliswaar in de Eerste Wereldoorlog niet tot de verliezers had behoord, maar evenals Duitsland van mening was dat de gevestigde internationale orde hen niet hun plaats onder de zon gunde. Dit waren Italië en Japan. Veel van deze landen ontwikkelden bovendien politieke systemen gelijkend op die van Duitsland.
Aanvankelijk hadden Duitsland, Italië en Japan nog weinig met elkaar op. Het fascistische Italië zag Duitsland als een concurrent en belette het in 1934 Oostenrijk te annexeren. Duitsland werkte begin jaren dertig bovendien voornamelijk samen met China en niet met Japan. Vanaf 1935 begon de Duitse diplomatie zich actief op Italië en Japan te richten terwijl de banden met de geallieerden, de Sovjet-Unie en China werden verwaarloosd. De landen groeiden naar elkaar. Bovendien zorgden incidenten als de Tweede Chinees-Japanse Oorlog, de Tweede Italiaans-Ethiopische Oorlog, de herbezetting van het Rijnland en de Anschluss ervoor dat deze landen internationaal geïsoleerd raakten en wel steun bij elkaar moesten zoeken.

Geallieerden die vóór Pearl Harbor bij het conflict betrokken waren
Geallieerden na Pearl Harbor
Asmogendheden
Neutrale landen

In 1936 werd het Anti-Kominternpact getekend door nazi-Duitsland en het Japanse keizerrijk. Dit pact was bedoeld om het communisme tegen te gaan. Later werd het pact uitgebreid met het koninkrijk Italië. In 1939 werd het Staalpact tussen Hitler en Mussolini getekend dat inhield dat Duitsland en Italië voortaan bondgenoten zouden zijn.
De as werd uitgebreid met Japan als gevolg van het Driemogendhedenpact van 27 september 1940. Daarna werd de as nog groter door het toetreden van Hongarije (20 november 1940), Roemenië (23 november 1940) en Slowakije (24 november 1940). Joegoslavië sloot zich ook aan op 25 maart 1941, maar zou zich twee dagen later terugtrekken als gevolg van een geslaagde volksopstand; Duitsland viel daarop het land binnen in april 1941. Bulgarije trad op 1 maart 1941 toe. Op 10 april 1941, nog tijdens de Duitse inval in Joegoslavië, riep Ante Pavelić de Onafhankelijke Staat Kroatië uit en voegde dat land bij de as.
In veel van deze asmogendheden werden de Joden fanatiek vervolgd, met als belangrijke uitzonderingen Bulgarije, Italië en Japan. Met uitzondering van Japan, Bulgarije en Kroatië namen deze landen ook allemaal deel aan de veldtocht tegen de Sovjet-Unie, waarbij Roemenië zelfs vrijwel zijn hele leger inzette.
De asmogendheden bestonden uit de volgende landen.
- nazi-Duitsland
- Italië (tot 1943)
- Japans Keizerrijk
- Bulgarije
- Hongarije
- Roemenië
- Slowakije
- Kroatië
- Joegoslavië (na 2 dagen door middel van machtsovername naar geallieerde zijde).

Hoewel Vichy-Frankrijk, Finland, Siam en Mantsjoekwo meevochten aan de zijde van de as, maakten zij er officieel geen deel van uit. Spanje was neutraal maar overwoog wel serieus toetreding tot de as en stuurde "vrijwilligers" naar het oostfront.

## Onderlinge verhoudingen
Feitelijk was het enige dat de landen bond de gemeenschappelijke afkeer jegens Groot-Brittannië, de Sovjet-Unie en de Verenigde Staten. Japan volgde een eigen agenda, en heeft nooit zijn oorlogsinspanningen met de Duitsers gecombineerd. In Italië werd Mussolini uiteindelijk afgezet. Roemenië, Slowakije, Hongarije en Bulgarije waren landen die slechts gebonden werden door Duits-Italiaanse dwang, en daarnaast nog geschillen met elkaar hadden. Illustratief hiervoor is het feit dat tijdens Operatie Barbarossa Roemeense en Hongaarse troepen vanwege de slechte verhouding tussen de landen gescheiden moesten worden gehouden. Toen Roemenië in 1944 overliep naar de geallieerden, verklaarde het behalve Duitsland (hiertoe was het verplicht) ook Hongarije de oorlog. Kroatië werd lid, omdat het slechts door Nazi-Duitsland was opgericht.

## Participanten

### De grote mogendheden
Er waren drie grote mogendheden die bij de as zaten. Dit waren nazi-Duitsland, het koninkrijk Italië en het keizerrijk Japan.

#### Nazi-Duitsland

Nazi-Duitsland

In de Eerste Wereldoorlog werden de Duitsers verslagen door de geallieerden. Die waren van mening dat Duitsland hard moest worden aangepakt, zodat het niet nog een keer de wereld in een oorlog kon storten. Veel Duits grondgebied werd toegewezen aan Polen, (Opper-Silezië, etc.) of werd een vrije staat. Dit gebeurde met Danzig (het huidige Poolse Gdańsk), dat een door de Volkerenbond bestuurde vrije stad werd. Duitsland verloor zijn koloniën.
Vele Duitsers kregen wrok tegen de maatregelen van het Verdrag van Versailles. Na de jaren twintig, waarin Duitsland traag uit een economisch dal klom, volgde de Grote Depressie die in Duitsland grote werkloosheid veroorzaakte. Hierdoor konden Adolf Hitler en de nazi's een dictatuur vestigen. Hij was tegen Versailles en negeerde de bepalingen die Duitsland waren opgelegd. Hij begon het leger op te bouwen en in 1938 werd Oostenrijk bezet.
In 1939 werd met het koninkrijk Italië het Staalpact getekend. Hierin werd vastgelegd dat Italië en nazi-Duitsland voor de komende 10 jaar bondgenoten zouden zijn. Ze zouden elkaar steunen in het oorlog voeren en hun buitenlandse politiek zou in overeenstemming met elkaar zijn. In 1940 werd een asmogendheden pact getekend. Deze werd eerst getekend door Japan, Duitsland en Italië en later volgden de kleinere asmogendheden zich bij dit pact. Hierin werd vastgelegd dat de verschillende ondertekenden elkaars bondgenoten zouden zijn.
Ondanks het feit dat Japan en Duitsland bondgenoten waren, was dit niet in het voordeel van Duitsland. Ze konden elkaar niet effectief steunen en Japan hielp niet in de oorlog tegen de Sovjet-Unie. Ze sloten zelfs een niet-aanvalsverdrag. Hitler verklaarde de VS de oorlog nadat Japan dit had gedaan en bracht zo een machtige vijand in oorlog tegen zich.
Het Duitse rijk ging met een goed getraind leger de oorlog in. Het had een schijnbaar bijna onoverwinnelijke strategie: de Blitzkrieg met tanks en vliegtuigen. Het veroverde Polen binnen een maand en breidde het rijk ook in het westen uit. Voor de invasie van de Sovjet-Unie was ook het grootste deel van de Balkan onder controle van Hitler. Mussolini was een oorlog tegen Griekenland begonnen om via Albanië Griekenland te veroveren. Hierdoor zou Mussolini zijn nieuw Romeinse rijk vergroten. De campagne van 1940 tegen Griekenland mislukte, de oorlog duurde voort en na enkele successen en overwinningen werden de Italianen teruggedreven. De Grieken veroverden zelfs een stuk van Albanië. De leider van Griekenland, Ioannis Metaxas inspireerde de Grieken.
Hitler schoot Mussolini te hulp in de Balkan vanwege het feit dat Joegoslavië zich tegen de asmogendheden ging keren als gevolg van een coup d'état. De Grieken, die tot 1940 zo veel mogelijk een oorlog wilden vermijden werden nu het slachtoffer. Ze vochten dapper met een goed verdedigingsplan maar waren niet opgewassen tegen een aanval vanuit Bulgarije, Joegoslavië en Albanië tegelijk. Ioannis Metaxas maakte dit al niet meer mee, hij was op 29 januari 1941, gestorven; een maand voor de Slag om Griekenland. Ook Kreta werd in mei en juni veroverd door Duitse parachutisten. Hierdoor was heel de Balkan in handen van de asmogendheden, op enkele afgelegen gebieden in Joegoslavië na. Hier vochten maarschalk Tito en zijn partizanen verder tegen de nazi's en handlangers.
Duitsland was de leidende natie in de asmogendheden. Het vocht op verschillende fronten en toen Italië wegviel als bondgenoot, nam Duitsland het noordelijk deel van Italië over. Ze verdedigden zich hard maar werden in 1945 verslagen.

#### Koninkrijk Italië

Koninkrijk Italië

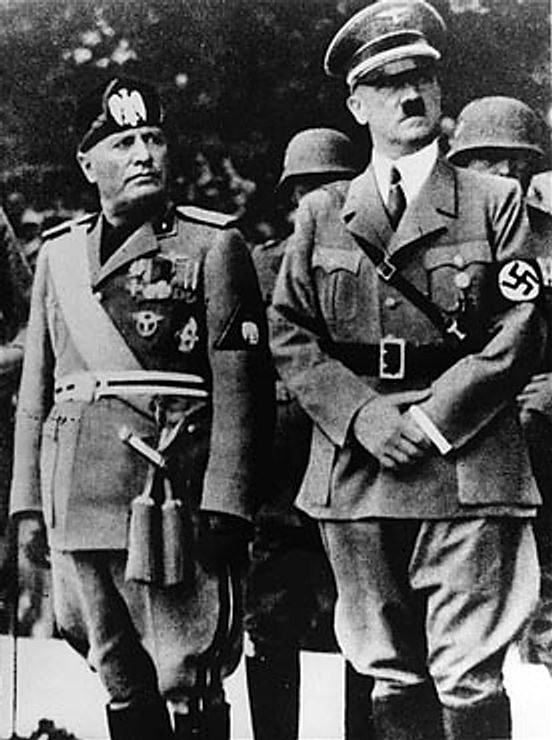
Benito Mussolini en Adolf Hitler

In 1915 vocht Italië tijdens de Eerste Wereldoorlog aan de zijde van de geallieerden. Na lang overleg werd Italië veel land beloofd als de oorlog eenmaal gewonnen zou zijn. Toen al werd het land geteisterd door verschillende facties die elkaar bestreden, onder andere de communisten tegen de fascisten. De oorlog maakte dat de onderlinge strijd tijdelijk werd stopgezet, maar weer oplaaide nadat de oorlog gewonnen was. Italië kreeg het meeste niet wat het beloofd was en dit zorgde voor een instabiele situatie in de regering.
Mussolini besloot om de macht over te nemen en koning Victor Emanuel III was bang om zijn troon te verliezen en stemde in met de machtsovername. Al snel werden de gevolgen zichtbaar: de democratie werd uitgebannen omdat alle partijen behalve de fascistische van Mussolini werden verboden. Mussolini wilde een nieuw Italiaans imperium creëren rond de Middellandse Zee en had daar een bondgenoot voor nodig. Frankrijk en Groot-Brittannië voelden niks voor Italiaanse machtsuitbreiding en Italië zocht dan ook naar andere bondgenoten. Mussolini moest natuurlijk ook eerst zijn eigen land in de hand houden en daarom werden veel bedrijven en personen onder staatstoezicht geplaatst. Veel mensen die protesteerden tegen de nieuwe regering werden hard aangepakt door de zwarthemden en of door de politie.
Italië stond aanvankelijk niet op goede voet met de Duitse naziregering. De kwestie Zuid-Tirol speelde hier een rol in, vooral toen Duitsland zich steeds meer met Oostenrijk ging bemoeien. Bovendien had Italië goede relaties met voormalige bondgenoten Groot-Brittannië en Frankrijk, waar de conservatieve elites een autoritaire maar stabiele en anticommunistische regering toejuichden. Ook persoonlijk mocht Mussolini Hitler niet zo erg. Mussolini verhinderde al in 1934 een aansluiting van Oostenrijk bij Duitsland. Mettertijd raakte Italië echter meer en meer diplomatiek geïsoleerd door zijn oorlogszuchtige opstelling in Ethopië, Spanje en Albanië, waarop Mussolini wel steun moest zoeken bij Duitsland.
In 1938 liet Mussolini alsnog de Anschluss toe. Kort daarna werden Mussolini en Hitler bondgenoten met het Staalpact. In 1938 lijfde Italië Albanië in als deel van het 'Impero Fascista'. Er bleef een sfeer van wantrouwen bestaan en na het uitbreken van de oorlog bleef Italië neutraal en overweeg het zelfs aan geallieerde zijde mee te strijden. Het was Mussolini vooral te doen om zoveel mogelijk van twee walletjes te eten en eventueel met de hoogstbiedende in zee te gaan.
De Duitse overrompeling van Frankrijk in mei en juni 1940 zette alles op zijn kop. Mussolini besloot snel op de Duitse trein te springen nu Duitsland de oorlog ineens leek te winnen. De machtsblokken die hem eerder afremden (de partij, het leger, de koning) raakten eveneens door dit Duitse succes verblind en steunden de oorlog; weifelaars deden er het zwijgen toe. Hitler was al in mei Frankrijk en de Lage Landen binnengevallen en begin juni was een groot deel van Frankrijk al veroverd. Mussolini wilde ook een graantje meepikken door in het zuiden land te veroveren dat vroeger tot het huis Savoye behoorde. Dit was afgestaan aan Frankrijk in ruil voor hulp in de Italiaanse eenwording. De expeditie verliep rampzalig. De eerste van de twee colonnes werd vanwege slecht weer al snel in een Alpenpas tot stilstand gebracht en de andere kwam in hevige gevechten met het Franse leger. Ondanks deze matige start kreeg Mussolini toch de stad Nice en een strook land in handen.
Italië steunde de oorlog zoveel als het kon. Het was in een oorlog verwikkeld met Groot-Brittannië in Noord-Afrika en kreeg hulp van het Duitse Afrikakorps. Ook stuurde het een leger naar de Sovjet-Unie om te vechten tegen Stalin. In 1943 werd Italië binnengevallen door de geallieerden. Op 4 juni werd Rome veroverd. Mussolini werd gevangengezet, maar op bevel van Hitler door Duitse commando's bevrijd en geholpen met het stichten van een fascistische staat in het Noorden van Italië. Het zuiden bleef onder dezelfde naam bestaan en vocht verder aan geallieerde zijde. Uiteindelijk stortte de Italiaanse fascistische rompstaat (Italiaanse Sociale Republiek) in onder de geallieerde opmars en binnenlandse opstanden in 1945.
Hoewel Mussolini in 1938 naar Duits voorbeeld ook rassenwetten had ingevoerd, was van een Jodenvervolging zoals in Duitsland geen sprake. De maatregelen werden halfhartig of niet uitgevoerd, en ook in de door Italië bezette gebieden werden de Joden meestal door de Italiaanse autoriteiten met rust gelaten of zelfs geholpen. De speculaties over de motieven liepen uiteen van sympathie met Joodse medeburgers tot angst om na een geallieerde overwinning als oorlogsmisdadiger opgepakt te worden. Hoe het ook zij, de Italiaanse hulp was tot de capitulatie in 1943 van grote betekenis voor de Joodse gemeenschap in Italië zelf, Joegoslavië en Griekenland.

#### Japans keizerrijk

Japanse Keizerrijk

Japan was de laatste van de grote drie in de asmogendheden. Japan had goede relaties met nazi-Duitsland voor de Tweede Wereldoorlog. Beide landen waren in de Eerste Wereldoorlog tegenstanders geweest maar vonden elkaar in de jaren ´30 weer, toen Japan internationaal geïsoleerd raakte. Duitsland had goede relaties met China maar vanuit de top van de nazipartij werd druk uitgeoefend om betere relaties met Japan op te bouwen ten koste van China.
Dit leidde tot het tekenen van een Anti-Kominternpact in 1936. Dit pact was bedoeld om alle leden van de Komintern, de communistische internationale, tegen te gaan en uit te schakelen. Zij vormden, volgens de ondertekenaars, een bedreiging voor de wereldsamenleving.
Japan was al sinds 1931 duidelijk bezig met een expansionistische politiek. Het land had zich naar westers voorbeeld omgeschoold en was de machtigste mogendheid in Azië. Al in 1931 werd officieel Mantsjoerije afgepakt en omgevormd tot een satellietstaat van Japan: Mantsjoekwo.
Japan was overbevolkt en arm aan grondstoffen en zocht daarom expansie voor zijn groeiende industrie en bevolking. Binnen het Japans leger bestonden twee stromingen die expansie bepleitten.
De Japanse Keizerlijke Marine bepleitte expansie naar het zuiden, naar Brits-Indië, Nederlands-Indië en Australië.
Het Japans Keizerlijk Leger bepleitte expansie naar het westen, naar China en wellicht ook Siberië. Omdat het Japanse leger een nederlaag had geleden in 1938 in de Russisch-Japanse Oorlog tegen de Sovjet-Unie en de landoorlog in China ook minder voorspoedig liep dan gehoopt, kreeg de maritieme optie meer en meer de voorkeur. Een andere factor was, net als met Italië, de Duitse overrompeling van Frankrijk in mei en juni 1940. Door de Duitse expansie in Europa kwam de zwakte van de traditionele kolonisatoren Groot-Brittannië, Frankrijk en Nederland pijnlijk aan het licht en Japan zag zijn kans schoon. De behoefte aan grondstoffen werd nijpender toen in 1941 een geallieerd olie-embargo werd afgekondigd tegen Japan, waarop men besloot de Amerikaanse vloot te vernietigen om vervolgens alle Aziatische koloniën over te nemen. Op 7 december 1941 viel Japan de nog neutrale Verenigde Staten aan met de aanval op Pearl Harbor.
Aanvankelijk wist Japan de geallieerden zware schade toe te brengen en veroverden leger en vloot de Filipijnen, Nederlands-Indië, Maleisië, Singapore, Hongkong, verschillende Pacifische eilanden, Birma en delen van Brits Indië en Nieuw-Guinea. Thailand, Mandsjoekwo en Frans-Indochina werden de facto tot satellietstaten van Japan. Japan kon echter niet het enorme veroverde gebied effectief besturen, en halverwege 1942 en begin 1943 zetten de geallieerden de tegenaanval in. In 1943, 1944 en begin 1945 verliep de oorlog nadelig voor Japan. Japan werd uiteindelijk tot de overgave gedwongen door twee atoomaanvallen op respectievelijk Hiroshima en Nagasaki, gecombineerd met een Sovjet-Russische aanval op Mantsjoerije (Operatie Augustusstorm). Japan werd gereduceerd tot de huidige grootte en de monarchie bleef.
Evenals Italië vervolgde Japan de Joden niet. De Japanse autoriteiten verwierpen niet alleen het antisemitisme, maar zouden volgens sommigen zelfs graag immigratie van Joden willen bevorderen wegens hun veronderstelde economische macht. Bij het keren van de kansen overwogen Japanse politici en militairen bovendien dat medewerking aan de genocide van de nazi's er wellicht toe zou leiden dat ze zelf als oorlogsmisdadiger zouden worden behandeld door de geallieerden. Hoe het ook zij, Japan en door Japan bezette gebieden hadden een zeer open toelatingsbeleid voor gevluchte Joden. Met name in bezet Shanghai bevonden zich zeer veel gevluchte Joden. Duitse verzoeken om de Joden alsnog te vervolgen of uit te leveren heeft Japan altijd geweigerd. In tegenstelling tot de lankmoedige behandeling van de Joden hadden de Japanners echter wel degelijk een eigen rassentheorie die de superioriteit van hun eigen ras en volk voorschreef. De Japanners voerden wel degelijk een vervolgingspolitiek jegens blanken in de bezette koloniën, etnische Chinezen en communisten.
Ironisch was dat op grond van zowel de Duitse als de Japanse rassenleer het in de verwachting lag dat beide landen elkaar als "minderwaardig" zagen. De Japanners verklaarden zich tegen het "blanke kolonialisme" terwijl Duitsland graag zijn koloniën (terug)wilde. En in de nog dogmatischer nazi-rassenleer behoorden de Japanners tot het "gele ras" en waren als zodanig minderwaardig aan de blanken. Op de "nazi-rassenladder" namen ze ongeveer de plaats in tussen Slavische volken en zwarten, waarmee ze dus voor uiteindelijke uitroeiing kwalificeerden. De nazi's beweerden echter dat de Japanners op grond van de technische ontwikkeling toch Ariërs waren, en benoemden hen tot "ere-Ariërs". Dit merkwaardige begrip werd eveneens gebruikt voor de bescherming van bepaalde Kroatische Joden die familie waren van Ante Pavelić.

### De kleine mogendheden
Er waren verschillende mogendheden die met de asmogendheden meevochten en er een deel van uitmaakten. Ze waren in meerdere of mindere mate afhankelijk van nazi-Duitsland of van het Japanse keizerrijk.

##### Koninkrijk Hongarije

Koninkrijk Hongarije (1920-1946)

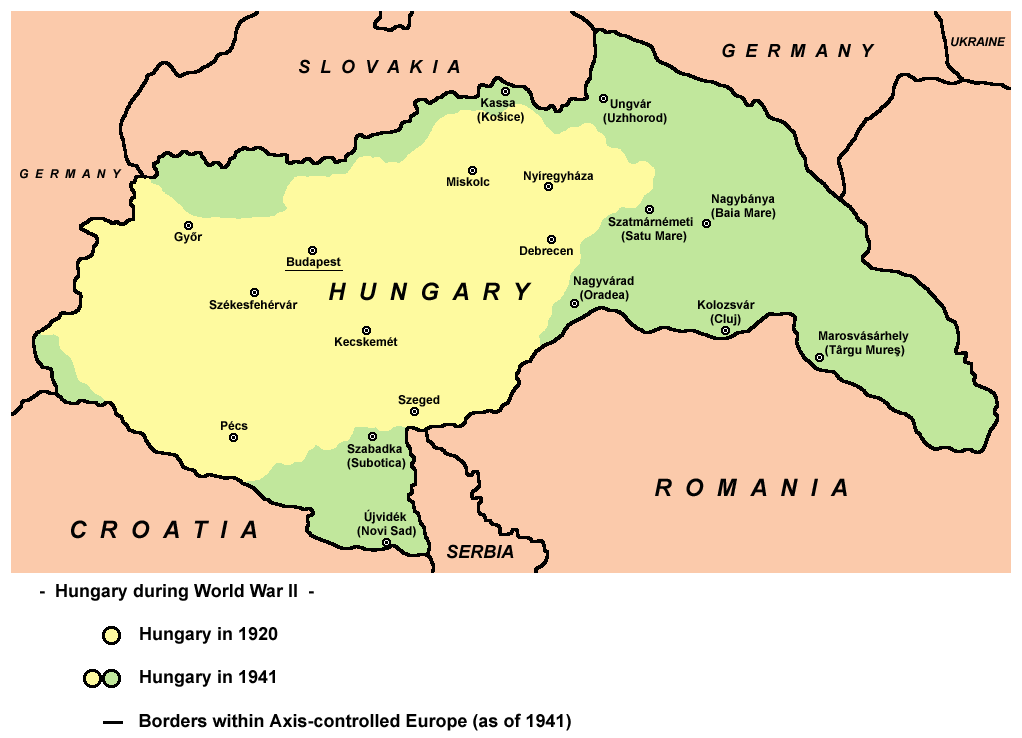
Kaart van Hongarije

###### Achtergrond
De Eerste Wereldoorlog en het Verdrag van Trianon daarna pakten slecht uit voor Oostenrijk-Hongarije. Na eeuwen van dominantie in Midden-Europa werd het oude keizerrijk gesplitst in een aantal kleinere staten, waaronder het koninkrijk Hongarije, dat gebied moest afstaan aan omliggende landen. Dit veroorzaakte politieke onrust. In 1918 werd Hongarije uitgeroepen tot een onafhankelijke republiek, maar een jaar later werd het weer een communistische staat, onder leiding van Béla Kun. Nadat deze politieke vorm omver werd geworpen door Hongaarse contra-revolutionairen, werd het weer een koninkrijk, maar nu onder het autoritaire bewind van admiraal Miklós Horthy. Hierna probeerde de regent stabiliteit in het land te brengen. De Hongaren, nog immer verbitterd vanwege grondverlies als gevolg van ‘Versailles’ en Trianon, voelden wel wat voor deze man. Hij werd, hoewel hij een autoritair beleid voerde, toch populair omdat hij vond dat hij iets moest doen aan het verlies van deze gebieden.
De depressie in de jaren dertig zorgde ervoor dat nazistische groeperingen waaronder de Pijlkruisers en kleinere partijen steun bij de bevolking wonnen ten koste van de sociaaldemocraten, en dat de regent van Hongarije een extreem rechtse regering moest aanstellen om de publieke onrust te verkleinen. Deze regent, Miklós Horthy, was een plaatsvervanger van de koning van Hongarije. In de jaren '20 had hij al antisemitische maatregelen ingevoerd, maar in de periode 1938-1941 volgden drie op de Rassenwetten van Neurenberg gebaseerde anti-jodenwetten die joden tot tweederangsburgers degradeerden.

###### Toenemende afhankelijkheid van Duitsland
In Wenen werd een afspraak gemaakt voor de verdeling van voormalig Tsjecho-Slowakije. In het Verdrag van München was al het Sudetenland toegewezen aan Duitsland.
Hongarije kreeg door de alliantie met nazi-Duitsland veel grondgebied toegewezen. Hitler had in 1939 heel Tsjecho-Slowakije overgenomen en er een protectoraat van gemaakt. Een stuk van het gebied werd toegewezen aan de Eerste Slowaakse Republiek, die uit dit gebied ontstond. In 1938 werd ook besloten dat de zuidelijkste gebieden aan Hongarije werden afgestaan, evenals het meest oostelijk deel van Tsjecho-Slowakije, Roethenië.
In 1939 vielen Duitsland en de Sovjet-Unie Polen binnen. Opnieuw werd dit land verdeeld onder de buurlanden maar Hongarije nam geen deel aan deze verdeling. In 1940 werd onder druk van de Sovjet-Unie en Duitsland ook Roemenië verdeeld. Hongarije kreeg een deel van Transsylvanië terug, dat het na de Eerste Wereldoorlog moest afstaan aan Roemenië. Hierdoor werd het grondgebied van Hongarije min of meer hersteld tot de toestand voor het Verdrag van Trianon. Ook nam Hongarije deel aan de Balkanveldtocht tegen Joegoslavië, en werd beloond met de Vojvodina, waar veel etnische Hongaren woonden. Dit was een van de belangrijkste redenen waarom Hongarije deel nam aan Operatie Barbarossa: deed het dit niet dan was er een risico dat Duitsland deze gunstige gebiedswijzigingen deels zou terugdraaien. Slowakije en Roemenië deden immers wel mee. Bovendien was Hongarije in de jaren '30 al economisch sterk afhankelijk gemaakt van Duitsland, dat (evenals bij andere landen in de regio) de belangrijkste import- en exportpartner was geworden.

###### Hongarije in de Tweede Wereldoorlog
Vlak voor de Balkanveldtocht had premier Pál Teleki zelfmoord gepleegd in de wetenschap dat Hongarije in de oorlog zou worden gesleept en hij dit niet kon voorkomen. De Hongaarse regering beloofde 15 divisies en de nieuwe premier Bárdossy verklaarde zelfs de Sovjet-Unie op 26 juni 1941 de oorlog zonder Horthy te raadplegen.
In 1941 verklaarde Hongarije samen met andere asmogendheden de Sovjet-Unie de oorlog. De eerste jaren, tot ruwweg 1943, werden echter beleefd als was het vredestijd. De bijdrage tot Operatie Barbarossa was door de regering teruggebracht tot een enkele divisie, die werd ingezet in de zuidelijkste gebieden van het immense Russische land om de lange verbindingswegen tussen steden en gebieden te beschermen. Vanwege de slechte relatie met Roemenië moesten Hongaarse en Roemeense eenheden zoveel mogelijk van elkaar gescheiden worden. Uiteindelijk nam de oorlog met de Slag om Stalingrad een grimmiger verloop, en kreeg Hongarije ook steeds vaker te maken met geallieerde bombardementen.

###### Verslechtering
Horthy trachtte al in 1942 en 1943 contact op te nemen met de geallieerden, maar de Duitsers hadden eveneens plannen voor het geval dat Hongarije zou overlopen (Operatie Margarethe-I). Hitler was Horthy inmiddels meer en meer gaan wantrouwen. In maart 1944 werd Hongarije door de Duitsers preventief bezet, waarop Horthy gedwongen werd Döme Sztójay tot premier te benoemen. Sztójay verbood de vakbonden, breidde de Hongaarse militaire bijdrage aan de asmogendheden uit, legaliseerde de Pijlkruisers, liet joden en antifascisten oppakken, en stuurde in zes weken tijd minstens 400.000 joden naar de vernietigingskampen. Uiteindelijk wist Horthy door populaire onvrede met de Duitse bezetting Sztójay op een zijspoor te zetten en diens maatregelen terug te draaien. Hij bleef naar mogelijkheden zoeken om uit de oorlog te stappen, en probeerde in oktober 1944 te capituleren. Hierop werd in oktober 1944 Horthy's zoon ontvoerd terwijl Duitse troepen de citadel van Boedapest bezetten (Operatie Panzerfaust). Onder deze druk trad Horthy af en werd vervangen door Ferenc Szálasi, de leider van de fascistische Pijlkruisersbeweging. Sztójay was als kandidaat afgevallen wegens zijn slechte gezondheid. Horthy werd naar Beieren overgebracht waar hij onder huisarrest werd geplaatst.

###### Het einde
Dit betekende slechts een uitstel van het onvermijdelijke, ten koste van honderdduizenden levens. Het Rode Leger omsingelde Boedapest enkele dagen later en in een maandenlange belegering werd Boedapest herschapen in een ruïne. Szálasi stuurde inmiddels in samenwerking met Adolf Eichmann in deze laatste oorlogsmaanden nog ongeveer 80.000 Joden naar de vernietigingskampen, waar ze vrijwel allemaal omkwamen. Bovendien werden 15.000 Joden direct ter plekke vermoord door de Pijlkruisers. In december 1944 werd een tegenregering gevormd in Debrecen, terwijl Szálasi zelf op 11 december 1944 Boedapest ontvluchtte. In januari 1945 werd Pest veroverd en trokken de Duitsers terug over de Donau, en op 13 februari 1945 was geheel Boedapest in handen van het Rode Leger. Het zou tot april 1945 duren voor Hongarije geheel bezet was. Szálasi en Sztójay waren inmiddels Hongarije ontvlucht naar Duitsland, waar Szálasi de Pijlkruisersregering in ballingschap bleef leiden. Op 6 mei 1945 werd Szálasi door de Amerikanen opgepakt en op 7 mei werd zijn regering ontbonden. Sztójay werd in oktober dat jaar opgepakt door de Amerikanen. Szálasi en Sztójay werden beiden uitgeleverd aan Hongarije, waar ze in 1946 berecht en geëxecuteerd werden. Horthy werd weliswaar gearresteerd maar uiteindelijk vrijgelaten, waarop hij in ballingschap ging.

#### Koninkrijk Bulgarije

Koninkrijk Bulgarije

Tijdens en na de Eerste Wereldoorlog was het politiek onrustig in Bulgarije. Op 22 september 1908 werd Bulgarije een onafhankelijk koninkrijk. In dat politiek systeem heeft Bulgarije ook meegedaan aan de Eerste Wereldoorlog, aan de kant van de centralen. Bulgarije wilde de in de Balkanoorlogen verloren gebieden heroveren maar verloor slechts nog meer land met het Verdrag van Neuilly. In 1918 trachtte men de republiek uit te roepen.
De opstand werd neergeslagen en het koningshuis hersteld onder tsaar Boris de Derde. In de jaren daarna werd de Bulgaarse politiek steeds meer overheerst door socialisten. Het begon in 1919, toen de Bulgaarse Agrarische Nationale Unie (BANU) de verkiezingen won en veel agrarisch land in de handen kwam van boeren. De communisten, die nodig waren voor een regering, wilden echter niet met de BANU samenwerken. De politieke onrust verslechterde toen de sociaaldemocraten de handen ineen sloten en een coup pleegden, waardoor de bewindsman van de BANU om het leven kwam. Na de coup kwam er een coalitieregering tot stand onder de fascistoïde Aleksandar Tsankov, die de communisten en ook andere partijen zwaar onderdrukte. In 1926 trad de fascistisch georiënteerde Tsankov af, zijn opvolgers behoorden tot de liberale partij of de democratische partij.
Op 19 mei 1934 pleegden leden van de Militaire Liga (die reeds betrokken waren bij de coup van 1923) en leden van de groep Zveno ('Schakel') onder leiding van kolonel Damjan Veltsjev een militaire staatsgreep. Zij verboden andere partijen en maakten een einde aan de Macedonische nationalisten van de IMRO. Hoewel zij in deze paar jaren onder andere grondwetten veranderden en de macht van de koning sterk beknotten, kon Boris III deze groep toch buitenspel zetten door generaal Petar Zlatev tot premier te benoemen in 1935.
Bulgarije en Duitsland kwamen in de jaren dertig nader tot elkaar. Toen in 1940 het Verdrag van Craiova getekend werd, zorgden de Duitsers ervoor dat Roemenië Zuid-Dobroedzja dat in 1913 veroverd was, teruggaf aan Bulgarije.
Bulgarije nam deel aan de invasie van Joegoslavië en Griekenland. Tijdens deze invasie annexeerden ze Vardar Banovina, dat nu Noord-Macedonië is, en destijds tot Joegoslavië behoorde. Ze veroverden daarnaast ook nog eens Grieks Macedonië en andere delen van Griekenland. Bulgaarse troepen sloegen ook verschillende verzetsgroepen in de Balkan neer. Toen Duitsland de Sovjet-Unie binnen wilde vallen in juni 1941, had het graag gezien dat Bulgaarse troepen ondersteuning boden. Ondanks deze druk heeft Bulgarije nooit meegedaan aan deze invasie en heeft Bulgarije nooit de oorlog verklaard aan de Sovjet-Unie. Toch waren er een aantal zeeslagen tussen de Bulgaarse marine en de Sovjet-vloot in de Zwarte Zee.
Duitsland dwong de Bulgaren om de oorlog te verklaren aan de Verenigde Staten en het Verenigd Koninkrijk. Hoewel dit een symbolische oorlog was, werden Sofia en een aantal andere Bulgaarse steden hevig gebombardeerd door de USAAF en de RAF in 1943 en 1944.
De Duitsers en Bulgaarse antisemieten trachtten antisemitische maatregelen te treffen en de Joden te deporteren. Dit mislukte uiteindelijk door tegenwerking van de bevolking en de koning, zodat na de oorlog zelfs meer Joden in Bulgarije woonden dan ervoor. Aanvankelijk waren de Bulgaren niet onwelwillend de Duitsers tegemoet te komen. De antisemitische politiek begon met razzia's in de bezette gebieden, waarbij een paar duizend personen naar de concentratiekampen werden gestuurd. In 'oud-Bulgarije' probeerden de antisemieten en Duitsers de Joden Jodensterren te laten dragen, zoals in de rest van Europa. Dit mislukte doordat de gehele bevolking deze trots ging dragen. Een poging om enkele honderden Bulgaarse Joden naar de vernietigingskampen te deporteren strandde bij de Bulgaarse havenstad Samovit: de Bulgaarse bevolking sloeg massaal aan het demonstreren en de transportschepen bleven aangemeerd. Ten slotte, vanaf 1943, blokkeerde de koning persoonlijk pogingen om de Joden te deporteren, mede omdat hij inzag dat de As de oorlog zou gaan verliezen. Bulgarije was hierdoor samen met Denemarken een voorbeeld van het feit dat de Holocaust bij unanieme effectieve tegenwerking van de bevolking aanmerkelijk vertraagd of niet uitgevoerd werd.
Toen de opmars van de Sovjet-Unie op gang begon te komen en de Bulgaarse grens naderde, kwam er een andere koers in de plannen van Bulgarije. Op 2 september '44 werd de regering omver geworpen en kwam er een nieuwe regering die vrede wilde met de geallieerde zijde. Drie dagen later, op 5 september, verklaarde de Sovjet-Unie de oorlog aan Bulgarije. Het Rode Leger ondervond geen tegenstand en kon makkelijk op de 9 september een nieuwe regering neerzetten. De Bulgaren vochten voor de rest van de oorlog aan geallieerde zijde. Bulgarije kon Zuid-Dobroedzja behouden, maar moest de gebieden die ze veroverd hadden na de invasie van Griekenland en Joegoslavië, wel opgeven.

#### Roemenië

Roemenië

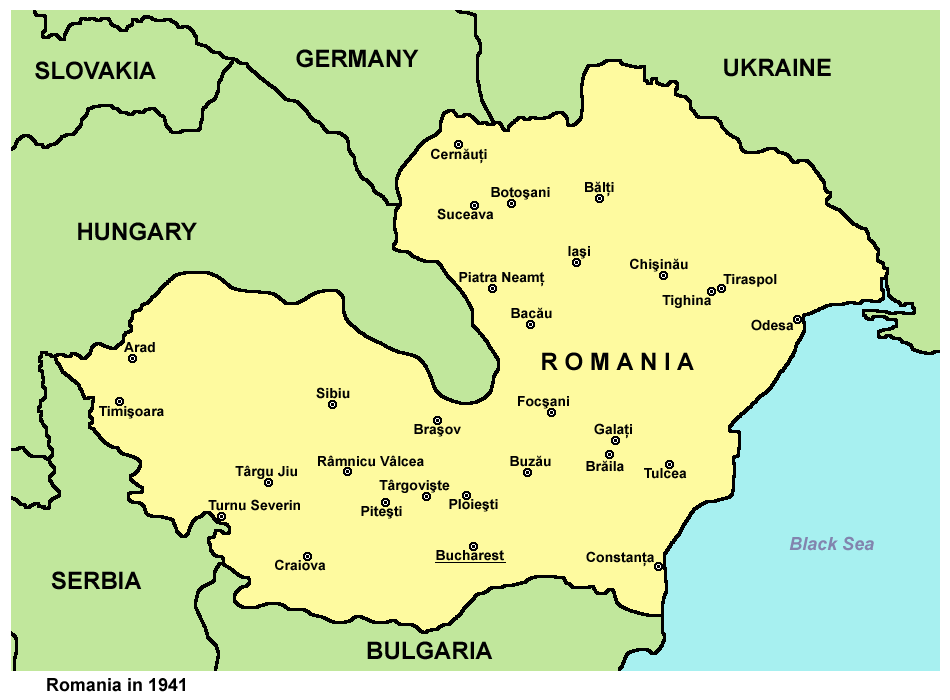
Kaart in 1941

Roemenië heeft het Tripartite Pact getekend op 23 november 1940, toen het land geleid werd door koning Michael en het leger geleid door Ion Antonescu.
Roemenië nam deel aan de Eerste Wereldoorlog; vanaf 1916 vocht het aan geallieerde zijde. Toen de grootste bondgenoot, het Russische rijk, uiteenviel in 1917, trok het zich uit de strijd terug. Toen Roemenië gedwongen werd door Duitsland om het Verdrag van Boekarest te tekenen, werd het min of meer onder controle gesteld van Duitsland. Toen Duitsland tegenslagen kreeg aan het westelijk front, verwaarloosde het de handhaving van het Verdrag van Boekarest. Roemenië kreeg na de oorlog grote stukken land erbij, namelijk Transsylvanië, dat vroeger deel uitmaakte van Oostenrijk-Hongarije. Roemenië zag zich nu echter omringd door wraakzuchtige buren en wist dat het zou boeten voor de annexaties mochten deze buren hun kans schoon zien. In de jaren dertig maakte het fascisme in Roemenië een opmerkelijke groei door. De koning onderdrukte echter de fascistische IJzeren Garde en stelde een eigen koninklijke dictatuur in.

##### Tweede Scheidsrechterlijke Uitspraak van Wenen
Duitsland en de Sovjet-Unie maakten van de machteloosheid van Frankrijk na de capitulatie in 1940 gebruik, zoals bij het Molotov-Ribbentroppact afgesproken was; ze maakten de opgelegde wijzigingen uit het Verdrag van Versailles ongedaan. Dat hield ook in dat de grenzen van Roemenië teruggeschoven worden. Op 8 juni 1940 veroverde de Sovjet-Unie de aan Roemenië toegevoegde gebieden Bessarabië, Noord-Boekovina en het Hertsagebied. Duitsland dwong Roemenië daarnaast in Wenen ook nog eens Noord-Transsylvanië weg te geven aan Hongarije op 8 augustus 1940. Roemenië gaf noodgedwongen ook de Zuidelijke Dobroedzja weg aan Bulgarije.
Koning Carol II van Roemenië II stelde de generaal Ion Antonescu aan als premier op 6 september 1940. Door dit te doen, probeerde hij Hitler goed te stemmen en daarmee misschien Duitse bescherming te krijgen. Twee dagen later dwong Antonescu Carol II afstand te doen van de troon. Daarop zette hij de jonge zoon van de koning, Michael, op de troon, en hij maakte zichzelf conducător (leider). Daarmee had hij dictatoriale macht. Internationaal gezien was Roemenië nu zodanig afhankelijk van Duitsland dat de Roemeense nationalisten en de IJzeren Garde noodgedwongen gedwee moesten toezien hoe Groot-Roemenië ten onder ging.

##### Tweede Wereldoorlog
In 1941 gebruikten Duitse troepen Roemenië als uitvalsbasis voor de invasies van Joegoslavië en de Sovjet-Unie. Daarnaast was Roemenië voor Duitsland een goede bron van olie en graan. Roemenië kreeg de toezegging dat het zich in ruil voor medewerking schadeloos mocht stellen voor de Bulgaarse en Hongaarse annexaties met grondgebied van overwonnen buren.
Roemenië hielp Duitsland met de invasie van de Sovjet-Unie op 22 juni 1941. Zoals gezegd was Roemenië de basis, maar daarnaast was Roemenië ook goed voor de levering van 800.000 troepen. Dit aantal maakte Roemenië de grootste leverancier van de kleine asmogendheden in de invasie van de Sovjet-Unie, waardoor Roemenië uiteindelijk, tot ongenoegen van Mussolini, nog een belangrijker bondgenoot voor Hitler werd dan Italië. De Roemeense en Duitse troepen konden makkelijk Moldova veroveren. Moldova werd daarop weer Roemeens grondgebied. Roemenië vocht samen met Duitsland bij de verovering van het schiereiland Krim. Daarnaast leverde Roemenië zijn 3e en 4e Leger voor de inzet op de flanken tijdens de Slag om Stalingrad.
Toen het Rode Leger sterker werd en zij in staat waren de asmogendheden terug te drijven, kwam de Roemeense grens al gauw in gevaar. Daarop gaf Roemenië zich over op 23 augustus 1944.

#### Slowaakse republiek

Vlag van de Eerste Slowaakse Republiek

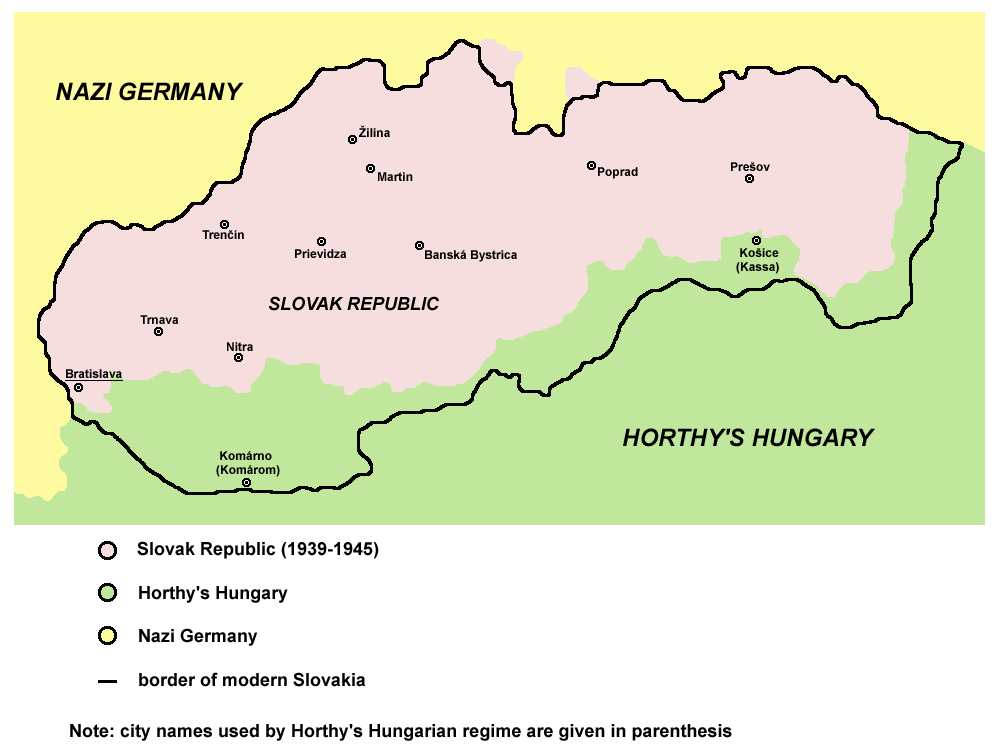
Eerste Slowaakse Republiek in 1941

De Slowaakse republiek (1939-1945) heeft het Tripartite Pact getekend op 24 november 1940, toen het land geleid werd door de president Jozef Tiso.
De republiek was gevormd nadat nazi-Duitsland het Verdrag van München had ondertekend. Tsjecho-Slowakije werd in 1939 'overgenomen' door Hitler en vormde er het protectoraat Bohemen en Moravië. Ook werd na afsplitsing de republiek Slowakije gesticht, met als leider Jozef Tiso. Dit Slowakije werd al snel kleiner in landoppervlakte doordat het verplicht werd om land af te staan aan Duitsland en Hongarije. Dit leidde tot een gespannen situatie met Hongarije, dat ook een bondgenoot van Duitsland was.
Jozef Tiso en zijn regering waren erg afhankelijk van nazi-Duitsland. Het regime richtte een eigen staatsstructuur op die veel van een republiek weg had, maar dan onder Duitse controle stond en extreemrechtse tendensen vertoonde. Al snel werd een leger op de been gebracht dat wel 60.000 man sterk was. Dit leger stond onder leiding van Ferdinand Čatloš. Het vocht mee in de Poolse Veldtocht in 1939. Door deze deelname veroverde het een klein stukje land dat geannexeerd werd. Dit stukje land was al sinds het eind van de Eerste Wereldoorlog een conflicthaard tussen het toenmalige Tsjecho-Slowakije en Polen.
Het leger werd ook gebruikt in de campagne tegen de Sovjet-Unie, Operatie Barbarossa. Het leger assisteerde het Duitse Leger, en had een Duitse generaal boven zich. Het land vocht tot en met 1945. Doordat de oorlog ongunstig verliep voor de asmogendheden werd de Slowaakse bevolking onrustig: ze keerde zich uiteindelijk tegen de regering en de invloed van nazi-Duitsland. Dit kwam tot uiting in de Nationale Slowaakse Opstand. De Duitsers sloegen deze opstand hardhandig neer en bezetten het land in datzelfde jaar.
Na een paar maanden werd het land veroverd door de Sovjet-Unie, die na geslaagde offensieven in Hongarije en Oost-Pruisen nu ook Slowakije en later Berlijn in handen kreeg. Slowakije werd na de vrede herenigd met het Tsjechische deel tot de staat Tsjecho-Slowakije.

#### Koninkrijk Joegoslavië

Koninkrijk Joegoslavië

Joegoslavië was een nieuwe staat, gecreëerd met het Verdrag van Versailles, door Servië, Montenegro en voormalige gebieden van Oostenrijk-Hongarije bij elkaar te voegen. De Staat van Slovenen, Kroaten en Serven was een korte tijd bestaande staat dat deze voormalige gebieden omvatte. Aan het hoofd van deze nieuwe staat stond de Koning.
Het land was eerst een constitutionele monarchie, waarbij de koning niet veel macht had. Dit veranderde na de dood van de eerste koning, Alexander I van Joegoslavië. In 1931 had hij al de grondwet gewijzigd waardoor de koning meer macht verwierf. Niet lang daarna werd hij vermoord. Na zijn dood kwam de achtjarige Peter II van Joegoslavië op de troon, maar vanwege zijn leeftijd werd een regent benoemd: prins Paul van Joegoslavië, een neef van Alexander I.
Inmiddels werd Joegoslavië geplaagd door de economische crisis, Kroatisch separatisme en een steeds sterkere Duitse economische bemoeienis. Verzoeken aan Groot-Brittannië en Frankrijk hielpen weinig of niets en de Duitse economische omhelzing werd steeds inniger, tot Duitsland verantwoordelijk was voor de helft van zowel de import als de export. Toen Duitsland bovendien zijn bondgenoot Italië wilde helpen na de mislukkende invasie van Griekenland in 1941 had het doorgang door Joegoslavië nodig en dwong het het land op 25 maart 1941 toe te treden tot de As. Hoogstwaarschijnlijk wilde prins Paul niets met de as te maken hebben, maar omringd door vijandige buren en economisch volledig door Duitsland geknecht had hij geen keus. Bovendien had Joegoslavië slechts de concessie gedaan dat slechts oorlogsmaterieel over Joegoslavisch grondgebied vervoerd mocht worden. Er zouden geen buitenlandse troepen gelegerd worden of zich door Joegoslavië verplaatsen.
De bevolking kwam echter massaal in opstand en zette Paul af ten gunste van koning Peter II van Joegoslavië. De nieuwe regering verwierp deelname aan de as maar haalde hierdoor Hitlers woede op de hals. Bovendien kon deze regering slechts de steun van de Kroatische Boerenpartij verkrijgen indien alsnog tot de as werd toegetreden. De regering zwichtte en zo werd de eigenlijke reden van de coup al direct terzijde gezet. Bovendien was het nu al te laat voor spijt: Duitsland verscheurde de overeenkomst met Joegoslavië en zette een militaire campagne op. De Joegoslavische regering sloot een niet-aanvalspact met de Sovjet-Unie in de hoop dat dit land Duitsland een halt zou toeroepen, maar deze hoop was tevergeefs: Stalin deed niets om Joegoslavië te helpen.
Op 7 april 1941 werd Joegoslavië samen met Griekenland aangevallen, onder de voet gelopen en onder Duitse supervisie bezet door zijn buren.

#### Onafhankelijke Staat Kroatië

Onafhankelijke Staat Kroatië

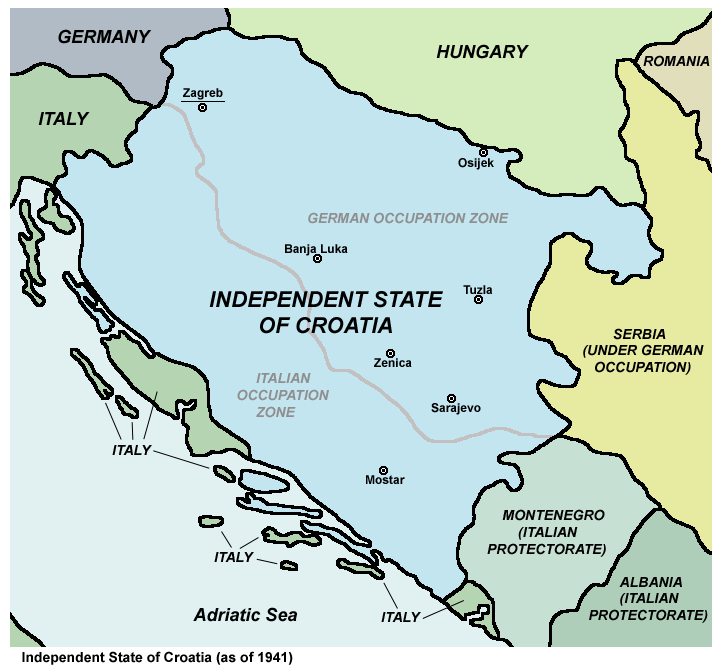
Kaart Kroatië

In Joegoslavië bestond een Kroatische separatistische stroming, waarvan de zogenaamde Ustaša het radicaalst was. Deze beweging werd door het fascistische Italië gesteund en was waarschijnlijk samen met de VMRO verantwoordelijk voor de geslaagde aanslag op koning Alexander I van Joegoslavië op 3 oktober 1934 in Marseille. Later trok Italië op Duits aandringen deze steun in, omdat Duitsland gekozen had voor een strategie waarbij Joegoslavië economisch afhankelijk werd en een bondgenoot geworden was. De Ustaša was nooit populair; de Kroatische Boerenpartij genoot veel meer steun.
Toen prins Paul als regent werd afgezet veranderde dit. De nieuwe regering trok zich terug uit de as waarna Duitsland besloot samen met Bulgarije, Roemenië, Hongarije en Italië Joegoslavië te bezetten en te verdelen. De Ustaša werd gesteund om Joegoslavië te verzwakken en op 10 april 1941, na drie dagen oorlog, riep Ustašaleider Ante Pavelić de Onafhankelijke Staat Kroatië uit en voegde hij deze bij de as.
De onafhankelijke staat Kroatië omvatte Kroatië, Bosnië en Herzegovina, met uitzondering van enige kuststeden die onder Italiaans gezag vielen. Het was officieel een koninkrijk onder Tomislav II van Kroatië, maar deze "koning" heeft nooit zijn "land" betreden. De Ustaša groeide door een toestroom van carrièrejagers, opportunisten en pragmatici die dachten dat deze nieuwe staat duurzaam was. De beweging begon een grootschalige vervolgingscampagne tegen Serviërs, tegenstanders, zigeuners, Joden, homoseksuelen en communisten. Een merkwaardigheid in de rassenwetgeving was dat sommige Joden zich kwalificeerden voor de status van "ere-Ariër". Reden hiervoor was dat het regime deze ruimte opzettelijk had gecreëerd omdat enkele leden van Pavelićs familie Joods waren.
In 1945 werd Joegoslavië, inclusief de onafhankelijke staat Kroatië, door de communistische partizanen veroverd. De communisten vervolgden (ex-)Ustaša's, en kleine groepjes bleven een kleinschalige guerrillaoorlog voeren. Pavelić zelf wist te ontsnappen.

#### Servië

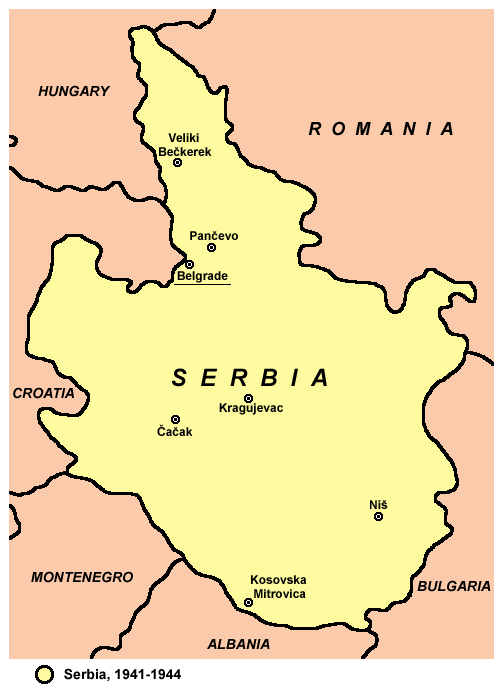
Servië

Servië was een vazalstaat onder de Duitse bezetting. Het werd bestuurd door een Servische regering van nationale redding, waarvan de voorzitter Milan Nedić was.

#### Montenegro

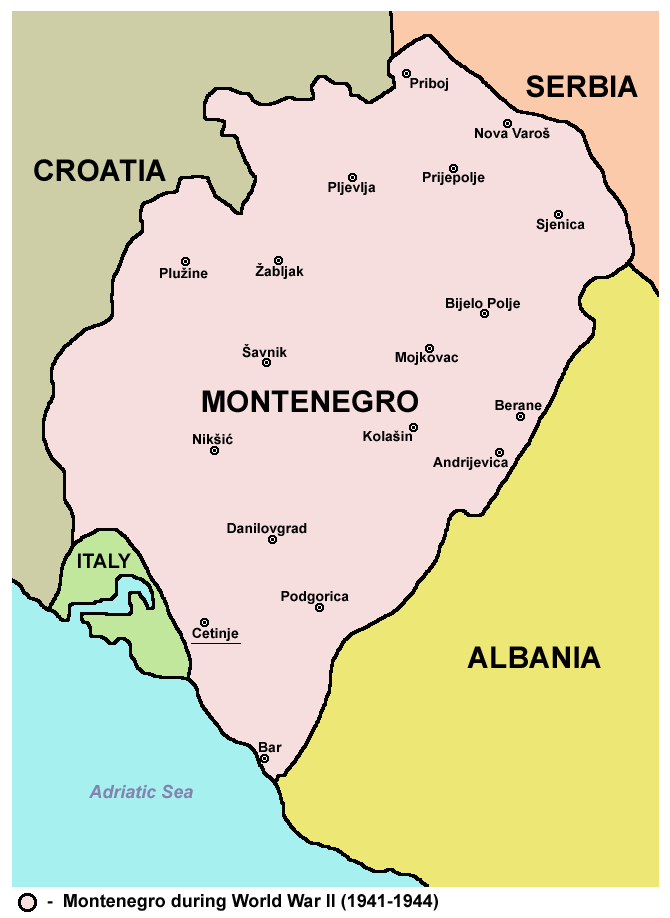
Montenegro

Montenegro was een vazalstaat (protectoraat) van het fascistische Italië. De eerste premier was Sekula Drljević.

### Bondgenoten
Tijdens de Tweede Wereldoorlog vochten verschillende landen samen met de asmogendheden maar waren officieel geen lid ervan.

#### Vichy-Frankrijk

Vichy-Frankrijk

Na de Franse nederlaag in 1940 vormden de Fransen een nieuwe regering in het zuidelijke stadje Vichy. Deze regering, geleid door maarschalk Petain, gaf zich over aan Duitsland en Italië. Noord-Frankrijk werd militair bezet door Duitsland, Elzas-Lotharingen geannexeerd door Duitsland, en enige gebieden in het zuidoosten geannexeerd door Italië. Het zuidoosten bleef onbezet. Het leger werd gereduceerd tot 100.000 man maar de vloot en koloniën mocht Frankrijk behouden. Deze oplossing koos Duitsland omdat men bang was dat vloot en koloniën anders in Britse of Amerikaanse handen zouden vallen.
Aanvankelijk zag Hitler in Vichy-Frankrijk een belangrijke bondgenoot, onder meer voor oorlogsplannen tegen Gibraltar en Malta en voor het zogenaamde Madagaskarplan (deportatie van alle Joden naar Madagaskar). Vichy-Frankrijk kon de toebedachte rol echter niet spelen en meer en meer koloniën vielen in handen van de Vrije Fransen en de geallieerden. In november 1942 werd Noord-Afrika bezet waarna de Duitsers alsnog overgingen tot militaire bezetting van Zuidoost-Frankrijk. Het Vichy-regime had vanaf dat moment werkelijk niets meer te vertellen en werd zowel door de geallieerden als door de Duitsers niet meer serieus genomen.

#### Finland

Finland

Finland had in de Winteroorlog van 1939-1940 een ongelijke strijd moeten aanbinden tegen de Sovjet-Unie, die een deel van het Finse grondgebied opeiste. De Finnen wisten de Russen aanvankelijk te verslaan maar bezweken voor de overmacht. De op vergelding beluste Finnen namen een Duits aanbod voor een bondgenootschap met beide handen aan, en namen in 1941 aan Duitse zijde deel aan de veldtocht tegen de Sovjet-Unie. Hiermee was Finland het enige democratisch geregeerde land dat zich aan de zijde van de as schaarde, hoewel het officieel niet tot dit bondgenootschap was toegetreden. Finland vocht alleen maar tegen de Sovjet-Unie in de vervolgoorlog en werd door de geallieerden dan ook niet echt als vijand gezien.

#### Irak
Irak was tijdens de Tweede Wereldoorlog onder Faisal II een nominaal onafhankelijk koninkrijk dat sterk van Groot-Brittannië afhankelijk was. De Britten hadden Irak in 1939 proberen ertoe te brengen de oorlog te verklaren aan Duitsland, maar de regering durfde dit met het oog op de sterke anti-Britse sentimenten onder de bevolking niet. In maart 1940 werd Rasjid Ali al-Gailani echter premier en veranderde het beleid. Rasjid Ali was pro-Duits en sterk beïnvloed door Haj Amin al-Husseini, de moefti van Jeruzalem. Rasjid Ali zocht contact met de as, hoewel hij zich niet openlijk (te) pro-Duits opstelde. Na vervangen te zijn als premier greep Rasjid Ali op 2 april 1941 op illegale wijze de macht. Rasjid Ali verwierp het Engels-Iraakse verdrag uit 1930 en zocht nu steun bij Duitsland, Vichy-Frankrijk en Italië.
De Britten zetten hierop op 18 april troepen aan land in Basra, om te voorkomen dat het strategische en olierijke land afhankelijk zou worden van de as. Op 30 april leidde dit tot openlijke vijandigheden toen Iraakse troepen de Britse trachtten in te sluiten. De Iraakse troepen konden de Britse opmars niet tegenhouden en de Iraakse luchtmacht bleek ook niet tegen de Britse RAF opgewassen te zijn. Duitsland en Italië stuurden ieder een luchtmachteskader om Rashid Ali bij te staan na de vernietiging van de Iraakse luchtmacht, terwijl Vichy-Frankrijk luchtmachtbases in Syrië ter beschikking stelde. Het mocht niet baten, op 18 mei zetten de Britten de beslissende aanval in, Bagdad werd bezet, en op 31 mei 1941 werd een wapenstilstand getekend. Rasjid Ali week met zijn supporters en de moefti uit naar Iran en uiteindelijk naar Duitsland. Tot 1947 zou Irak militair bezet blijven door de Britten.

### Japanse satellietstaten
Door de veroveringen van het Japanse keizerrijk waren de bestuurders afhankelijk van de plaatselijke bestuurders om alles goed te regeren. Zeker in China, een uitgestrekt groot land, was het moeilijk om het compleet door Japanners te laten besturen. Hierop bedachten ze de oplossing om marionettenstaten op te richten. In naam waren deze landen onafhankelijk, maar in de praktijk waren ze erg afhankelijk van Japan, in economisch en militair opzicht. Slechts Thailand was werkelijk onafhankelijk en sloot zich uit vrije wil bij Japan en de as aan.

#### Thailand
Thailand had in het verleden een aantal nederlagen geleden tegen de Fransen, die het land veel gebied hadden gekost. Generaal-majoor Plaek Pibulsonggram (Phibun), een bewonderaar van de Italiaanse leider Mussolini, leidde het land en liftte mee op de uitbarsting van Thais nationalisme die de Franse nederlaag in 1940 teweegbracht. Phibun voelde de Franse zwakte en wist in de Frans-Thaise oorlog de Cambodjaanse provincie Battambang te veroveren. Zijn regime begon al snel fascistische trekken te krijgen. Voorbeelden hiervan waren de op Mussolini geïnspireerde demagogiek en de haatcampagnes tegen Chinezen en andersdenkenden. Phibun had bovendien al in 1939 het land hernoemd tot Prathet Thai (land van de Thai), wat een impliciete claim inhield op door etnische Thai bewoonde gebieden buiten Thailand, en eveneens de Chinezen uitsloot.
Phibun leunde derhalve meer en meer op Japan en gaf de Japanners het recht troepen via Thailand te verplaatsen. Toen Japan begin 1942 aan de oorlog deelnam en opmarcheerde sloot Phibun een alliantie met dit land, hopende een makkelijke beloning te kunnen krijgen uit een al gewonnen oorlog. Thailand bezette met Japanse hulp de Shan staten in Oost-Birma en een deel van Noord-Maleisië. Thailand verklaarde ook de oorlog aan de geallieerden, maar de Thaise ambassadeur in de V.S. weigerde de oorlogsverklaring af te geven, liep over, en vormde een tegenregering in ballingschap, ook bekend als de Seri Thai (vrij Thailand) beweging. Seri Thai strijders rebelleerden tegen Phibuns regering en vochten mee in de geallieerde legers.
In 1944 was de oorlog voor Japan zo goed als verloren en raakte ook het regime van Phibun meer en meer in het nauw. De oorlog had economische malaise veroorzaakt door het wegvallen van exportmarkten voor rijst, terwijl het gedrag van de Japanners de Thai meer en meer begon te irriteren. Bovendien werd Bangkok doelwit van geallieerde bombardementen. In juli 1944 werd Phibun dan ook afgezet en vervangen door de liberale advocaat Khuang Aphaiwong. De nieuwe regering ontruimde de bezette Britse gebieden maar trachtte de Japanners wel te vriend te houden.
Na de Japanse overgave wensten de Britten Thailand te behandelen als een verslagen vijand, omdat het land voor de Japanse aanval tegen Brits-Indië en Birma onmisbare steun had geleverd en Brits gebied had bezet. De Amerikanen voelden echter weinig sympathie voor de koloniale heersers. Bovendien was Thailand een potentiële bondgenoot tegen de opkomende communistische bewegingen in China en Vietnam. De op Frankrijk veroverde gebieden (Battambang) dienden te worden teruggegeven, evenals de reeds ontruimde bezette gebieden in Birma en Maleisië. Thailand kwam hierdoor met een herstel van het status quo ante bellum er relatief genadig van af.

#### Frans-Indochina
Na de Franse ineenstorting in 1940 behoorde Frans-Indochina tot Vichy-Frankrijk. Japan had behoefte aan een basis in Zuidoost-Azië vanwaar het bovendien betere militaire toegang tot China had vanuit het zuidoosten. In september 1940 verleende Vichy-Frankrijk Japan toegang tot een aantal militaire steunpunten, waardoor Frans-Indochina de facto een Japanse vazalstaat werd. Thailand voelde deze zwakte aan en na de Frans-Thaise Oorlog (oktober 1940 tot 9 mei 1941) werd Frans-Indochina na Japanse bemiddeling gedwongen de provincie Battambang af te staan.
Toen de oorlog voor de as verloren leek, Duitsland was vrijwel verslagen, Frankrijk bevrijd en de Amerikaanse opmars in de Pacific boekte successen, bezette Japan tussen 9 maart en 2 mei 1945 alsnog heel Frans-Indochina en eiste het gebied voor zichzelf op. Na de Japanse overgave viel het gebied opnieuw toe aan Frankrijk.

#### Mantsjoekwo

Mantsjoekwo

Mantsjoekwo was een land gelegen in het huidige Mantsjoerije. Aan het begin van de 20e eeuw streden drie naties om dit gebied in handen te krijgen. Oorspronkelijk behoorde dit deel tot China en kwamen de heersers van de laatste monarchie, de Qing, uit dit gebied.
Deze drie landen, het Russische rijk, het Japanse rijk, en Qing-China streden voor de Eerste Wereldoorlog hier met elkaar. De Russen waren na de verloren Russisch-Japanse Oorlog in 1904-1905 snel verdwenen van dit toneel. Hierdoor was hun invloed in het gebied verdwenen. Nadat in 1912 de Qing-dynastie met een coup werd verjaagd, werd China verdeeld onder enkele krijgsheren. Deze krijgsheren streden met elkaar om de macht. Hierdoor kon Japan bijna ongestoord in de Eerste Wereldoorlog de Duitse kolonie Tsingtao veroveren en een grote invloed in Mantsjoerije bemachtigen.
In 1931 viel Japan Mantsjoerije binnen en zette er de laatste ex-keizer van China, Pu-Yi, op de troon. Het land werd in naam geregeerd door hem maar hij moest alles doen wat de Japanners hem bevolen.

#### Mengjiang

Mengjiang

Met de verovering van delen van het huidige Binnen-Mongolië stichtten de Japanners in 1936 een etnisch-Mongoolse marionettenstaat, Mengjiang. Deze staat stichtten de Japanners om Mongools separatisme in China aan te moedigen, om hun eigen controle op de bezette etnisch-Mongoolse gebieden te versterken en om wellicht in de toekomst via deze staat een claim te kunnen leggen op de onafhankelijke Mongoolse staat. Toch bleek na het trekken van de grenzen, dat 80% van de inwoners Han-Chinees waren. In 1940 werd Mengjiang verenigd met de Chinese marionettenstaat van Wang Jingwei. Dit werd in de praktijk niet uitgevoerd: de regering bleef het land zelf besturen. Aan het hoofd van de staat en de regering stond Prins Demchugdongrub, ook wel Te Wang genoemd.
Gedurende Operatie Augustusstorm werd vanuit de Sovjet-Unie een campagne gestart waarbij Mongoolse en Sovjettroepen de laatste Japanse troepen verwijderden uit Binnen-Mongolië, Mantsjoerije en Korea. Hierbij werd Mengjiang in de steek gelaten door de Japanners en bezet door de Sovjet-Unie. Later werd dit gebied weer een deel van China.

#### China (Wang Jingwei)

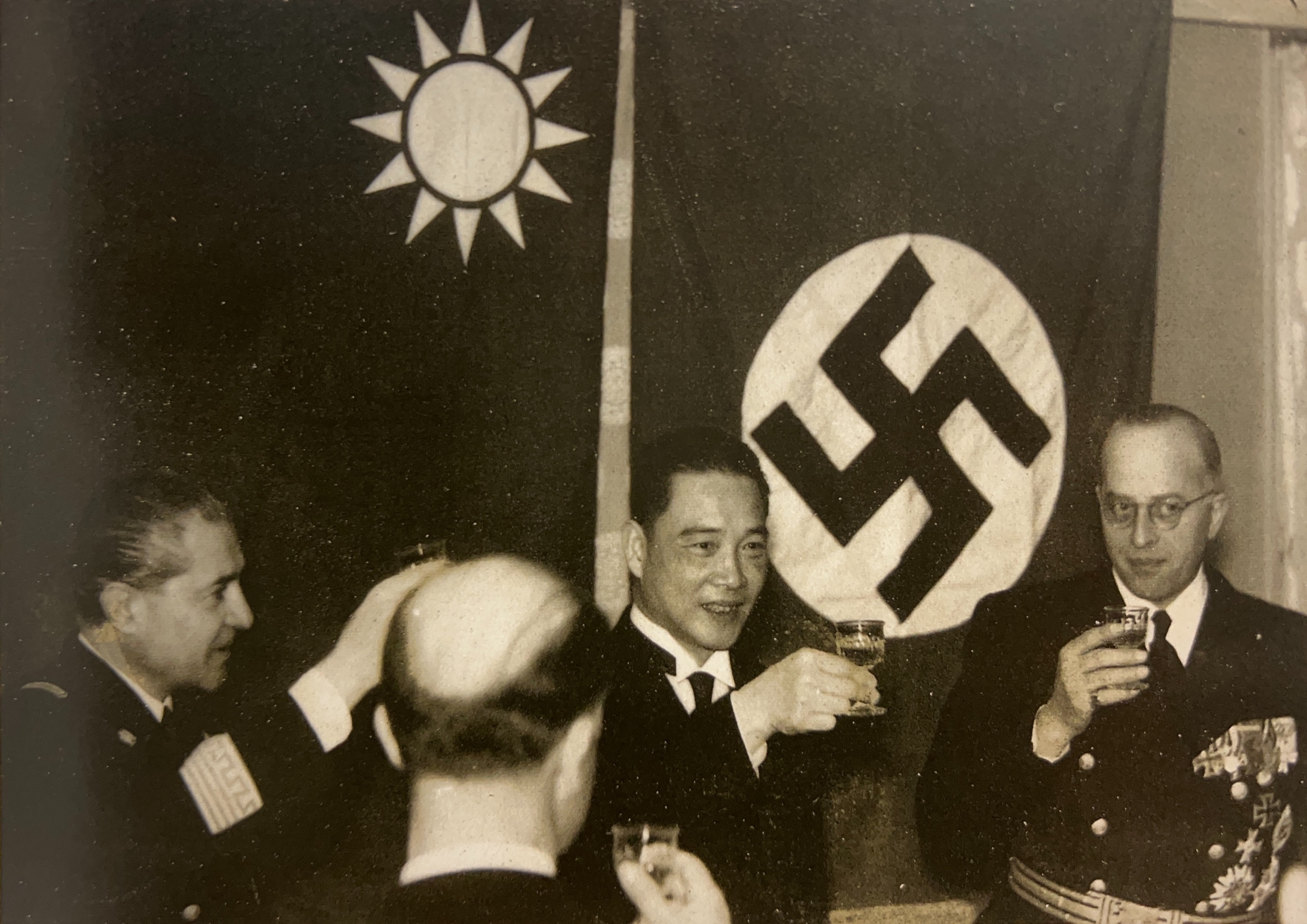
Wang Tsjing-Wei

In Nanjing stichtte Wang Jingwei op 29 maart 1940 onder Japanse supervisie een marionettenregering. Deze nam verschillende bestaande kleinere marionettenstaatjes in China over met de bedoeling een tegenregering te vormen die de Guomindang en Communistische Partij van China het wettelijk gezag over China effectief zou kunnen betwisten en de Japanse militaire bezetting kon legitimeren.
Deze regering trad in 1941 toe tot het anti-Kominternpact en verklaarde op 9 januari 1943 bovendien de oorlog aan Groot-Brittannië en de V.S. Wangs regering voerde een gelijke vlag als de republiek China, en beweerde de ware nationalistische regering van China te zijn. Verder vertoonde het regime fascistische trekken. De eigenzinnige koers en vlagkeuze leidde frequent tot botsingen met de Japanse broodheren. Op 10 november 1944 overleed Wang, en zijn rechterhand Chen Gongbo nam de regering over. Chen had echter vrijwel geen macht; de burgemeester van Shanghai, Zhou Fohai, regeerde als "eminence grise".
In september 1945 gaf Chen zich over aan de Guomindang. Chen werd berecht en in 1946 geëxecuteerd.

### Neutraal maar sympathiek jegens de as

#### Monaco
Het vorstendom Monaco was officieel neutraal maar een groot deel van de bevolking was van Italiaanse afkomst en derhalve pro-Italiaans. De vorst Lodewijk II van Monaco was bevriend met maarschalk Philippe Petain van Vichy-Frankrijk. Toen in 1942 de Italianen het zuidoostelijk deel van Frankrijk bezetten, werd ook Monaco bezet en vormde de vorst een pro-fascistische regering. De politie werkte samen met de bezetters. Na de Italiaanse capitulatie in 1943 werd de Italiaanse bezetting vervangen door een Duitse bezetting, die in 1944 door de geallieerden verjaagd werd.

#### Spanje

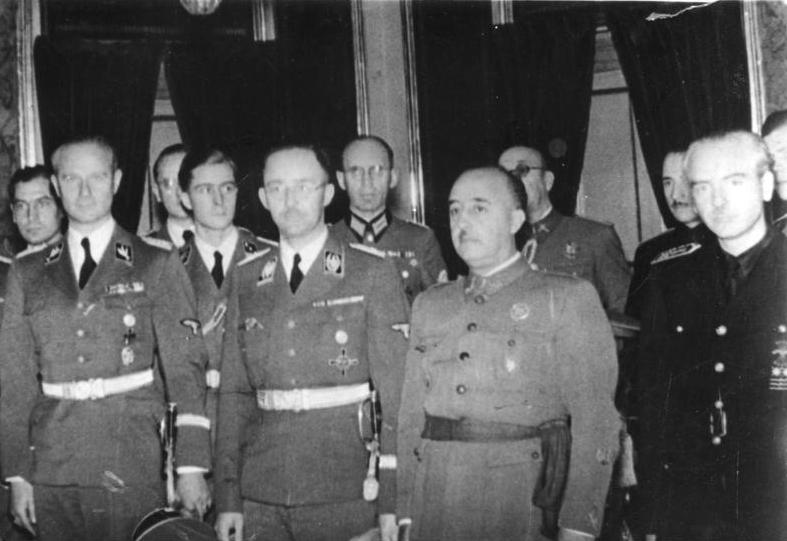
Heinrich Himmler bij Francisco Franco

Spanje was na de bloedige Spaanse Burgeroorlog een militaire dictatuur geworden onder caudillo Francisco Franco. Franco's nationalistische troepen waren in deze burgeroorlog door Duitsland en Italië gesteund, en deze landen hoopten in de Tweede Wereldoorlog op enige vorm van tegenprestatie. Bovendien hoopte Franco toen in 1940 de oorlog door de as gewonnen leek door nog snel mee te doen een uitbreiding van het koloniale bezit te kunnen verwezenlijken. De verliezen van Cuba, Puerto Rico en de Filipijnen in de Spaans-Amerikaanse Oorlog lagen nog immers gevoelig bij de Spanjaarden.
In 1940 ontmoette Hitler Franco in Hendaye, en Franco begon te onderhandelen over eventuele deelname. Spanje was best bereid tot de as toe te treden, maar eiste hiervoor Frans-Marokko, Gibraltar en Tanger op. Verder wenste het economische steun omdat Spanje zware verliezen had geleden in de burgeroorlog. Duitsland hoopte op Spaanse steun bij de eventuele verovering van Gibraltar, en op een militaire basis op de Canarische Eilanden. Het kon echter niet aan Spanje Frans bezit beloven, omdat Hitler ook steun van Vichy-Frankrijk nodig had en de Fransen niet in de armen van de geallieerden wilde drijven. Hitler had Franco dus feitelijk niets te bieden en het enige resultaat was dan ook een tot niets verplichtende vriendschapsverklaring met de Spaanse toezegging om op een niet nader gespecificeerd moment tot de as toe te treden. Voorlopig moest de as het echter zonder Spanje doen. Wel stuurde Spanje vrijwilligers, de zogenaamde Blauwe Divisie, naar de Sovjet-Unie om daar aan Duitse zijde tegen de Russen te vechten.
Toen de oorlog een keer nam en de as aan de verliezende hand leek, veranderde Franco zijn politiek en werd neutraler. De Blauwe Divisie werd teruggetrokken en uiteindelijk trok Spanje zich ook uit Tanger terug, dat het in 1940 had bezet. Officieel bleef Spanje overigens de hele oorlog neutraal.

#### Iran

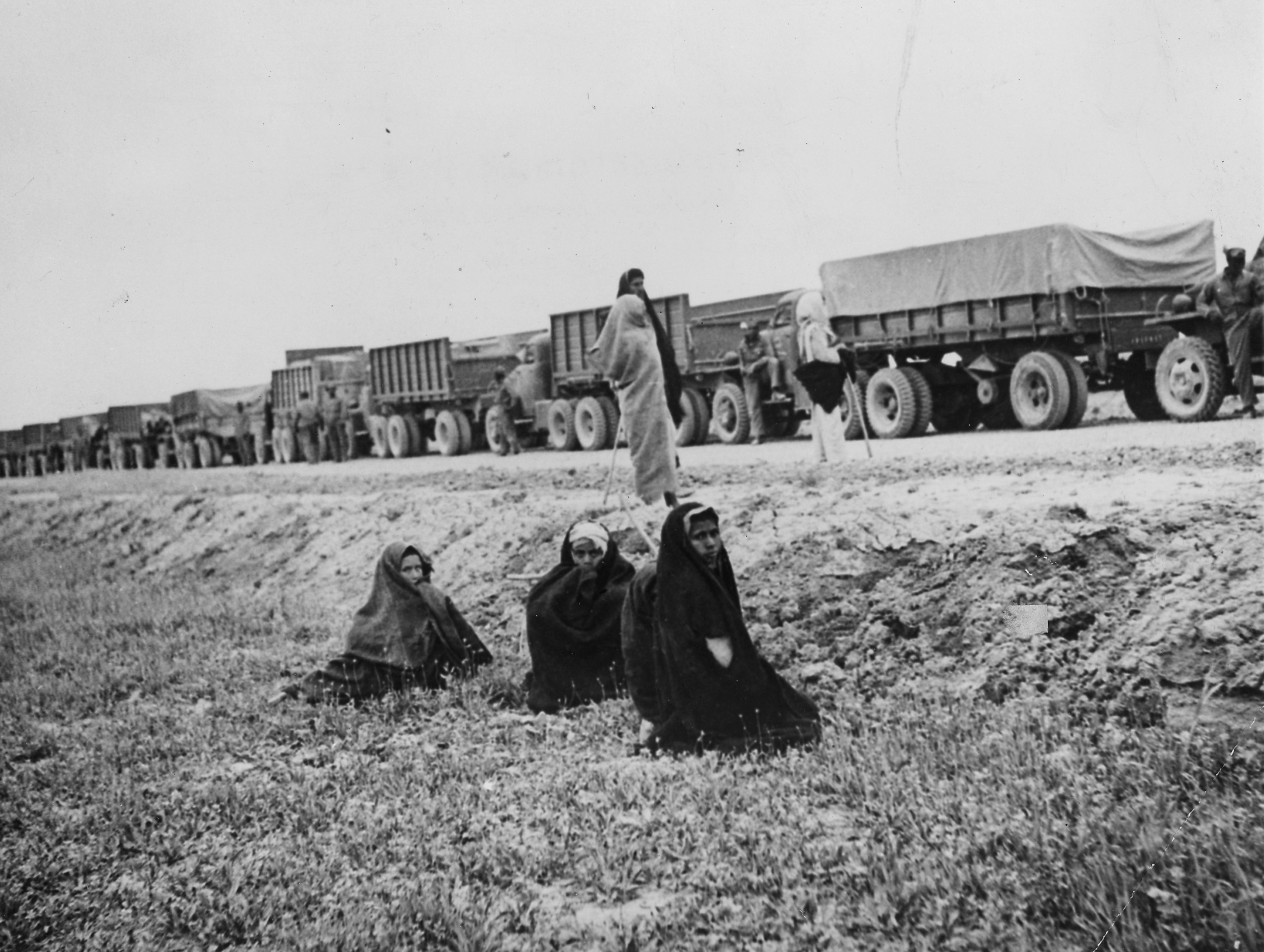
Een konvooi goederen voor de Sovjet-Unie in de Perzische Corridor

Iran of Perzië was officieel eveneens neutraal. De ligging van het land was echter te strategisch om niet bij de oorlog betrokken te raken. Het voorzag de geallieerden via de Anglo-Iranian Oil Company van aardolie. Bovendien was gebruik van Iraanse havens en spoorwegen (de zogenaamde Perzische Corridor) een aantrekkelijke mogelijkheid voor de geallieerden om de Sovjet-Unie te bevoorraden. Het was een veel beter alternatief dan de enig bereikbare Sovjethaven Archangelsk, die 's winters dichtvroor. Bovendien belaagden Duitse U-boten de vrachtschepen.
De sjah, Reza Pahlavi, had banden aangeknoopt met Duitsland en zijn bondgenoten, en Duitsland was een belangrijke handelspartner geworden van Iran. De geallieerden waren bang dat de Duitsers Iraanse olie zouden krijgen, en trachtten hier een einde aan te maken. Dit resulteerde slechts in (nog meer) Duitse charme-offensieven. De sjah weigerde de banden met de asmogendheden te verbreken of Duitsers het land uit te zetten. Uiteindelijk besloten de Britten en Sovjets tot een invasie.
Op 25 augustus 1941 viel het Rode Leger Iran binnen, terwijl de Britten binnenvielen vanuit zee en Brits-Indië. Het kleine Iraanse leger kon hier weinig tegen beginnen, en al snel was het grootste deel van het land bezet. De Russische en Britse legers ontmoetten elkaar in Centraal-Iran. De sjah appelleerde in een brief aan president Roosevelt van de Verenigde Staten tegen deze invasie. Roosevelts antwoord kwam er echter op neer dat de crisis waarin de wereld verkeerde een rechtvaardiging vormde voor de inval, en dat de Sovjet-Unie en Groot-Brittannië de Iraanse soevereiniteit zouden respecteren. De Sovjet-Unie steunde echter separatistische en communistische bewegingen in Iran, terwijl de V.S. en de Britten naderhand in 1953 de Iraanse premier Mohammed Mossadegh afzetten.
De sjah vormde een nieuwe regering die aan de geallieerde eisen tegemoet trachtte te komen. Hoewel de ambassades van de asmogendheden gesloten werden, werden staatsburgers van de asmogendheden niet aan de geallieerden uitgeleverd. Hierop arresteerden de geallieerden de sjah en stuurden hem in ballingschap naar Zuid-Afrika op 16 september 1941. De dag daarop werd Teheran bezet en rekenden de geallieerden zelf af met de aanwezige Duitsers en Italianen. Mohammad Reza Pahlavi volgde zijn vader op als sjah.
Iran was nu verdeeld in een Russische bezettingszone in het noorden, een onbezet gebied in het westen en midden, en een Britse bezettingszone in het zuidoosten. De Perzische Corridor kon nu gebruikt worden om de Sovjet-Unie te bevoorraden. Pas na de oorlog zouden de bezettingstroepen Iran verlaten. Mohammad Reza Pahlavi sloot in januari 1942 een bijstandsverdrag met de Britten en Russen, en verklaarde Duitsland de oorlog in september 1943.